# Craponne-sur-Arzon
Craponne-sur-Arzon is een gemeente in het Franse departement Haute-Loire (regio Auvergne-Rhône-Alpes). De plaats maakt deel uit van het arrondissement Le Puy-en-Velay en ligt aan de rivier de Arzon. Craponne-sur-Arzon telde op 1 januari 2022 2.004 inwoners.

## Geografie
De oppervlakte van Craponne-sur-Arzon bedroeg op 1 januari 2022 33,37 vierkante kilometer; de bevolkingsdichtheid was toen 60,1 inwoners per km².

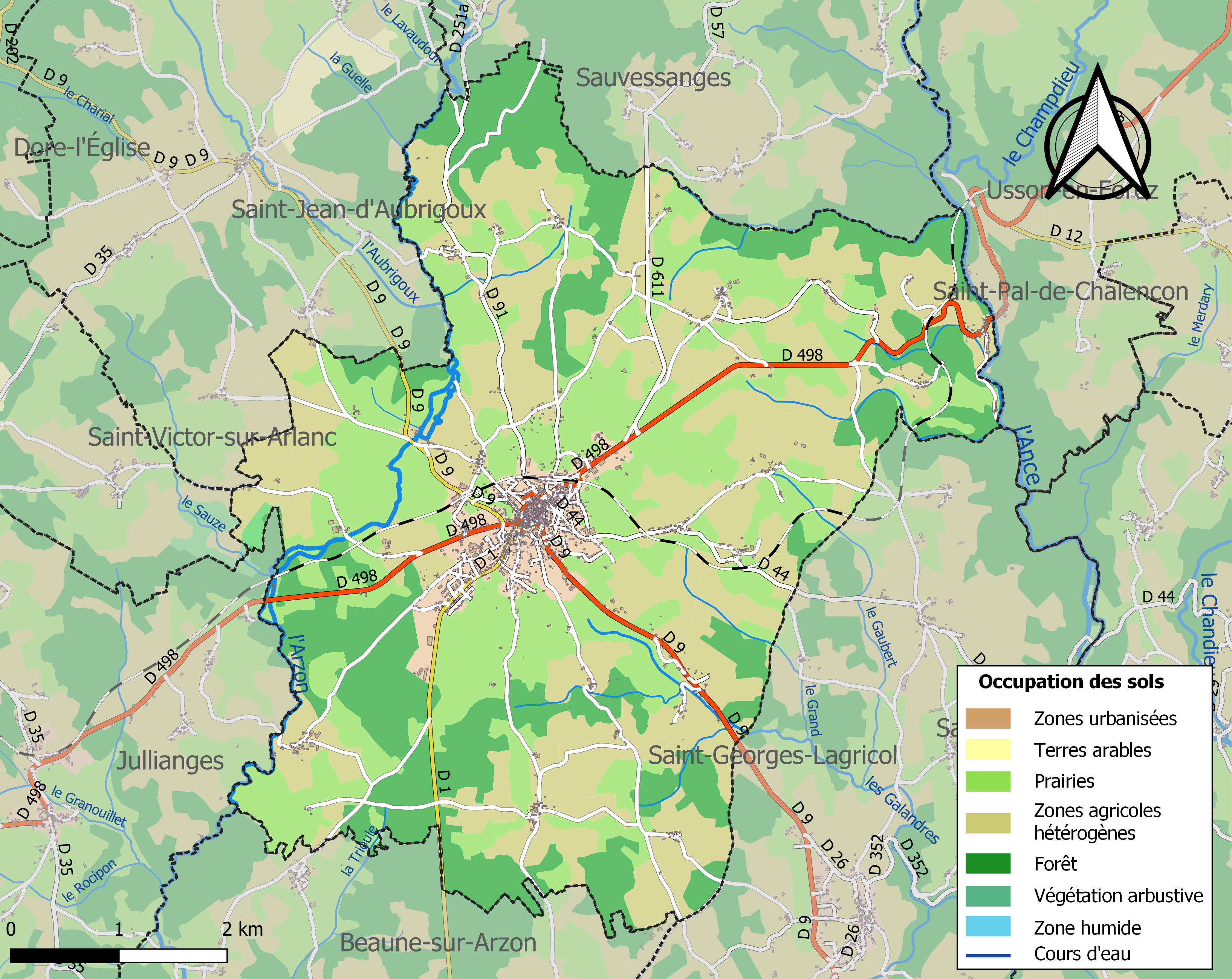
Kaart van de gemeente met de belangrijkste infrastructuur, bodemgebruik en omliggende gemeenten

## Demografie
Onderstaande figuur toont het verloop van het inwonertal (bron: INSEE-tellingen).